# Windmotor Oudega
De Windmotor Oudega is een poldermolen bij het Friese dorp Oudega, dat in de Nederlandse gemeente Smallingerland ligt. De molen is een middelgrote maalvaardige Amerikaanse windmotor van het merk Bakker IJlst. Hij heeft een windrad van 18 bladen en een diameter van 6 meter. In welk jaar de molen werd gebouwd is niet bekend. De windmotor staat bijna drie kilometer ten zuidwesten van Oudega in de Jan Durkspolder. Hij is niet te bezichtigen.